# Gedangsewu (Boyolangu)
Gedangsewu is een bestuurslaag in het regentschap Tulungagung van de provincie Oost-Java, Indonesië. Gedangsewu telt 3387 inwoners (volkstelling 2010).